# Inosinato dissódico

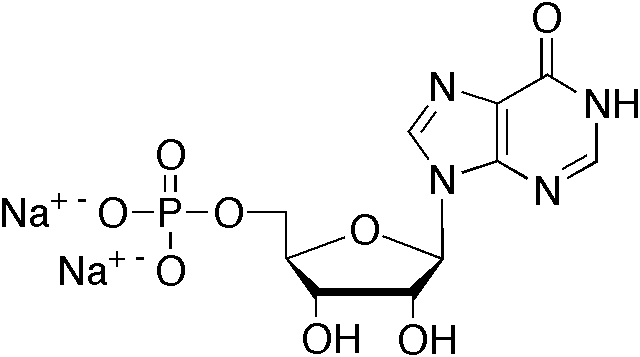

Inosinato dissódico é uma substância química com a fórmula C10H11N4Na2O8P e é um intensificador de sabor.